# Postkonstruktivismus

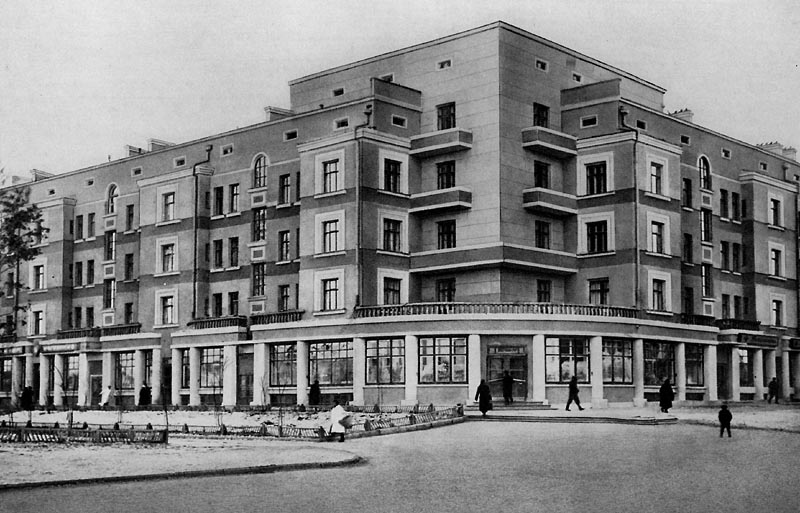
Ein im postkonstruktivistischen Stil errichteter Wohnkomplex

Der Postkonstruktivismus war ein sowjetischer Architekturstil, der in den 1930er Jahren populär war und als Vorform des Sozialistischen Klassizismus angesehen wird. Der Begriff wurde vom Architekturhistoriker Selim Omarowitsch Chan-Magomedow geprägt, um das Phänomen der graduellen Zuwendung sowjetischer Avantgarde-Künstler zum stalinistischen Neoklassizismus zu beschreiben.
Chan-Magomedow datierte den Stil auf die Jahre 1932 bis 1936, doch lange Bauzeiten und die enorme Größe des Landes ermöglichen eine Ausweitung dieses Zeitraums bis 1941.

## Geschichte
In den 1920er Jahren war das kreative Leben in der UdSSR größtenteils mit dem Rationalismus und Konstruktivismus verbunden. Die Regierung unterstützte anfänglich diese experimentellen Richtungen, trat ihnen jedoch mit der Zeit mit Gleichgültigkeit und letztlich teilweise mit offener Feindseligkeit gegenüber. Die konservative Natur der zugelassenen Entwürfe für den Palast der Sowjets signalisierten einen Kurswechsel hin zur Wiederbelebung klassischer Formen im sowjetischen Bauwesen, der ab 1932 als offizielle kulturpolitische Direktive angesehen wurde. Ab 1933 wurden viele bereits errichtete konstruktivistische Gebäude retroaktiv mit Säulen, Gesimsen und Flachreliefs ausgestattet.
Bedeutende Architekten, die in diesem Stil arbeiteten, waren einerseits die bereits in vorrevolutionärer Zeit aktiven Iwan Fomin, Ilja Alexandrowitsch Golossow und Iwan Scholtowski. Sie waren in der Lage, ihre weitreichende Erfahrung in ihr Werk einfließen zu lassen. Andererseits arbeiteten in diesem Stil Personen wie Pawel Wassiljewitsch Abrossimow, Arkadi Mordwinow und Karo Halabjan, die von Führern des Konstruktivismus in einem Stil ausgebildet worden waren, den sie abwertend als „sterile Avantgarde“ bezeichneten. Sie hatten kaum theoretische oder praktische Vertrautheit mit dem klassischen Erbe und sahen dieses als eine Inspirationsquelle an. Gleichzeitig waren sie oftmals ideologisch motiviert und beteiligten sich an politischen Angriffen und Anschuldigungen gegen ihre künstlerische Opponenten, so unter anderem gegen Iwan Leonidow.

## Merkmale
Chan-Magomedow definierte den Postkonstruktivismus als „neoklassische Formen ohne neoklassische Details“. Um sich von reinen Historisten zu unterscheiden, modifizierten Golossow und seine Anhänger  bewährte historische Elemente wie Säulen, Kapitelle, Gesimse und Friese durch neuartige, meist aus unorthodoxen geometrischen Formen bestehende Varianten. Postkonstruktivistische Gebäude folgen im Übrigen meist den klassischen Regeln und sind allgemein vollkommen symmetrisch.
Eine vorherrschende Tendenz beteiligter Architekten war der Wunsch, das äußere Erscheinungsbild ihrer Bauten maßvoll zu „bereichern“, um die „übermäßige Askese“ konstruktivistischer Architektur zu überwinden. Postkonstruktivistische Gebäude behalten einige Elemente des ihnen vorausgehenden Stils bei, so etwa rechteckige Brüstungen auf den Dächern, durchgehende vertikale Verglasung der Treppenhäuser und Akzentuierung von Gebäudeecken durch Anbringung von vertikalen gläsernen Laternen. Parallel dazu fanden klassizistisch anmutende Elemente wie Kassettendecken und Attiken, mit Säulen ausgestattete Loggien im Obergeschoss, die Rustizierung von Fassaden und Sgraffito-Wandmalereien in leuchtenden Farben Eingang in die sowjetische Bautätigkeit.
Der Postkonstruktivismus war eng mit sowjetischen Interpretationen des Art déco verbunden, unterscheidet sich aber durch seine ausgeprägte Tendenz zur Horizontalität. Viele sowjetische Bauten der Zwischenkriegszeit, so zum Beispiel die von Wladimir Schtschuko erbaute Leninbibliothek, können beiden Stilrichtungen zugeordnet werden.

## Beispiele

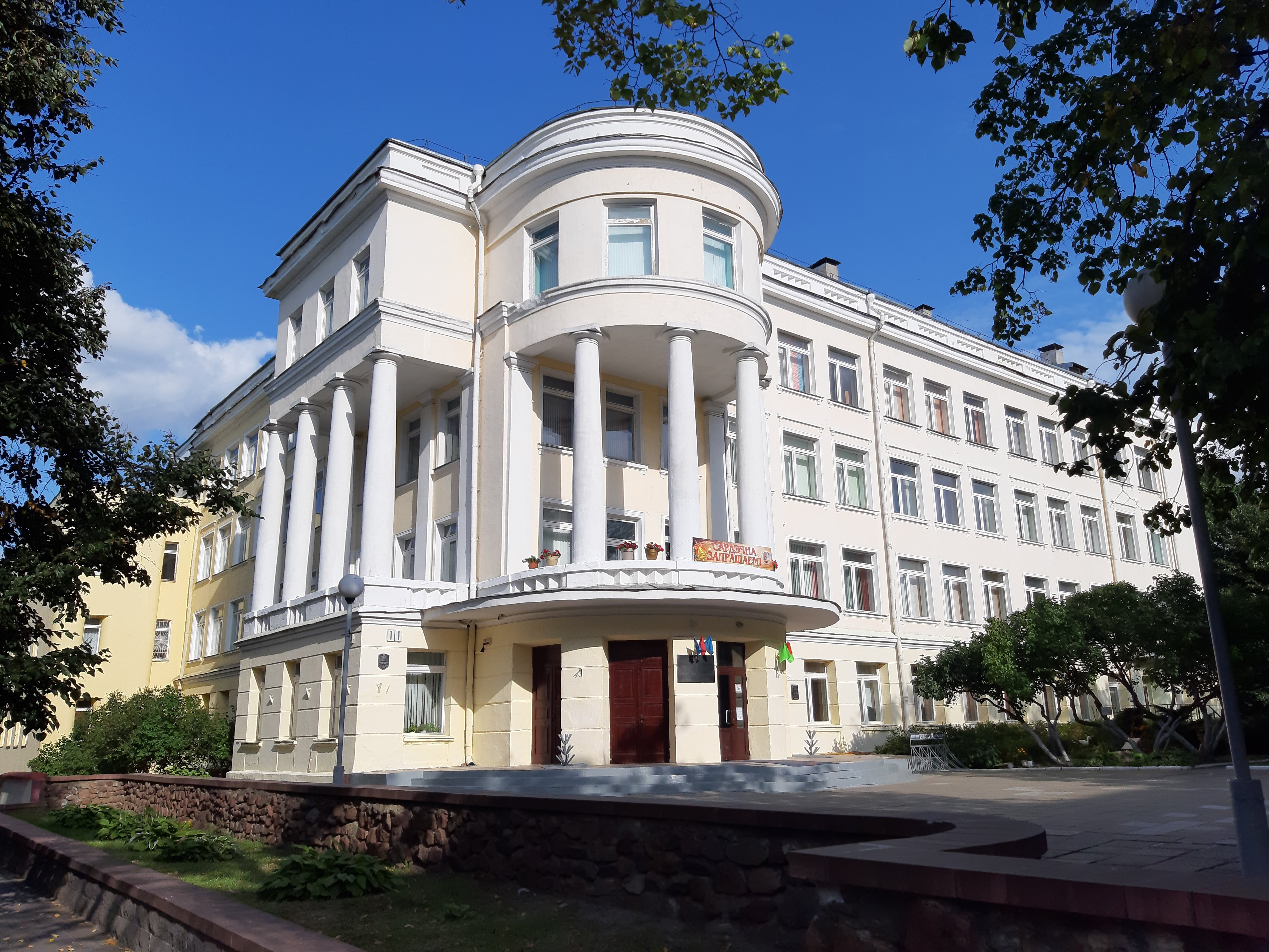
Vierte Polytechnische Oberschule, Minsk
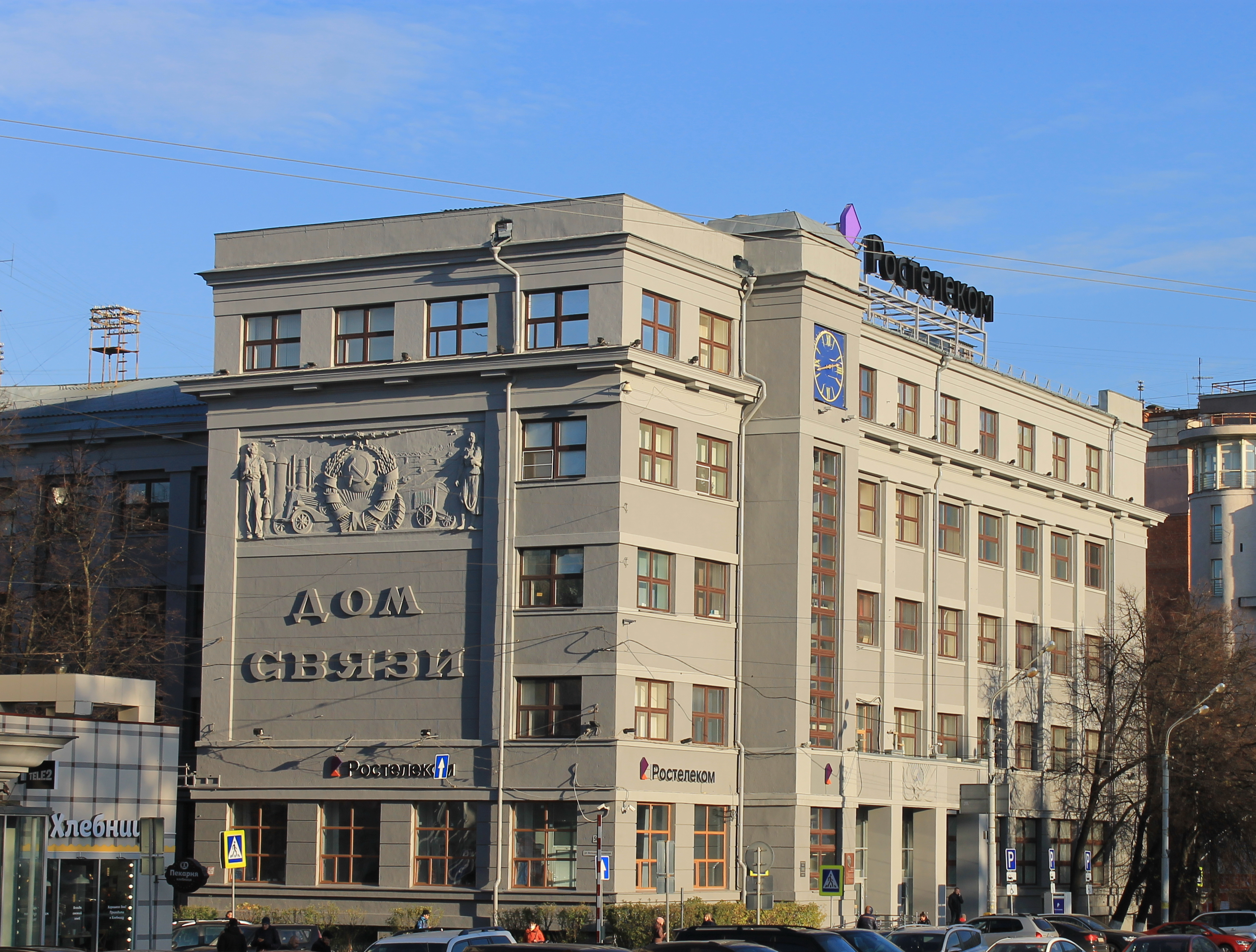
Hauptpostamt, Nischni Nowgorod
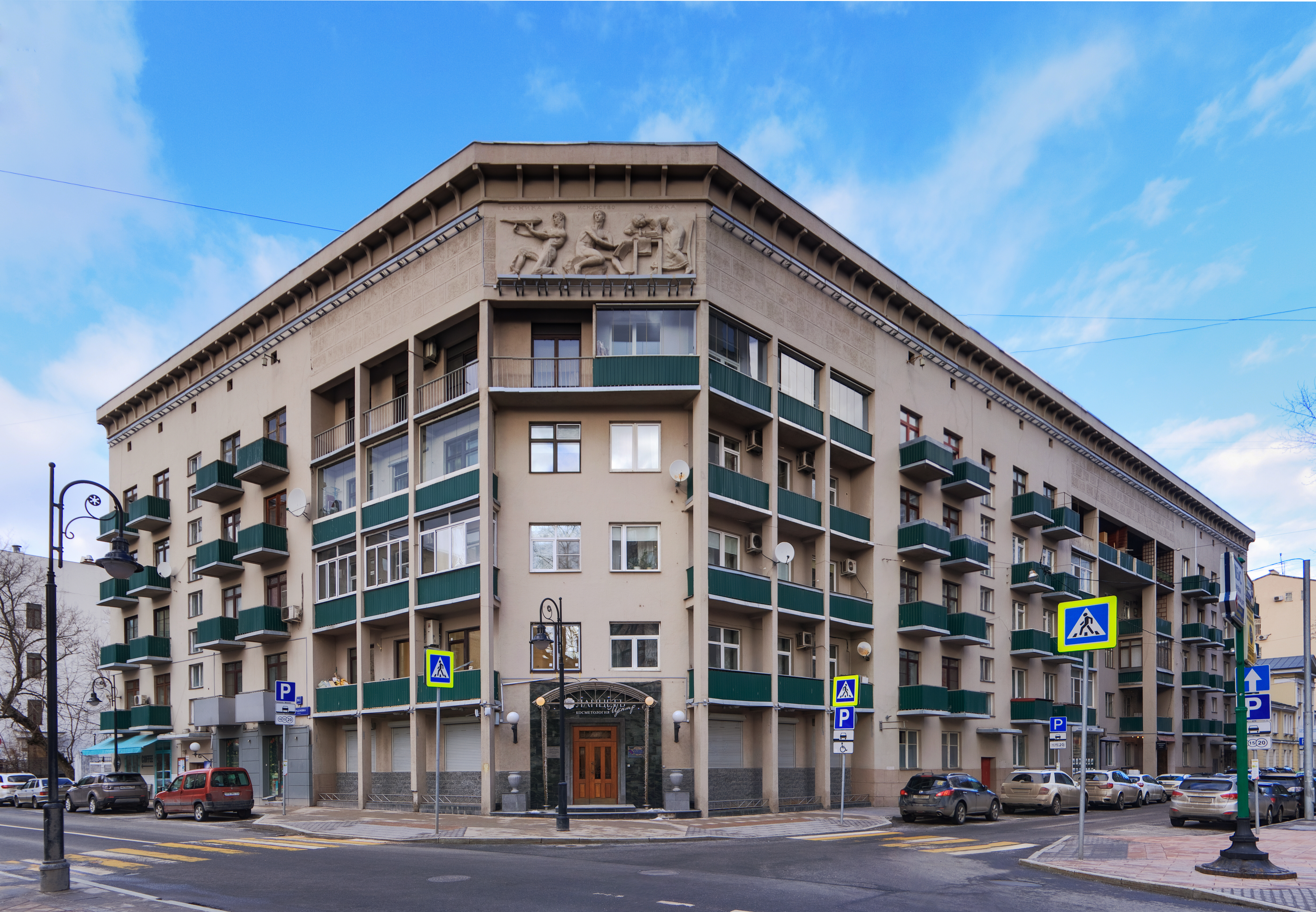
Wohnkomplex, Moskau
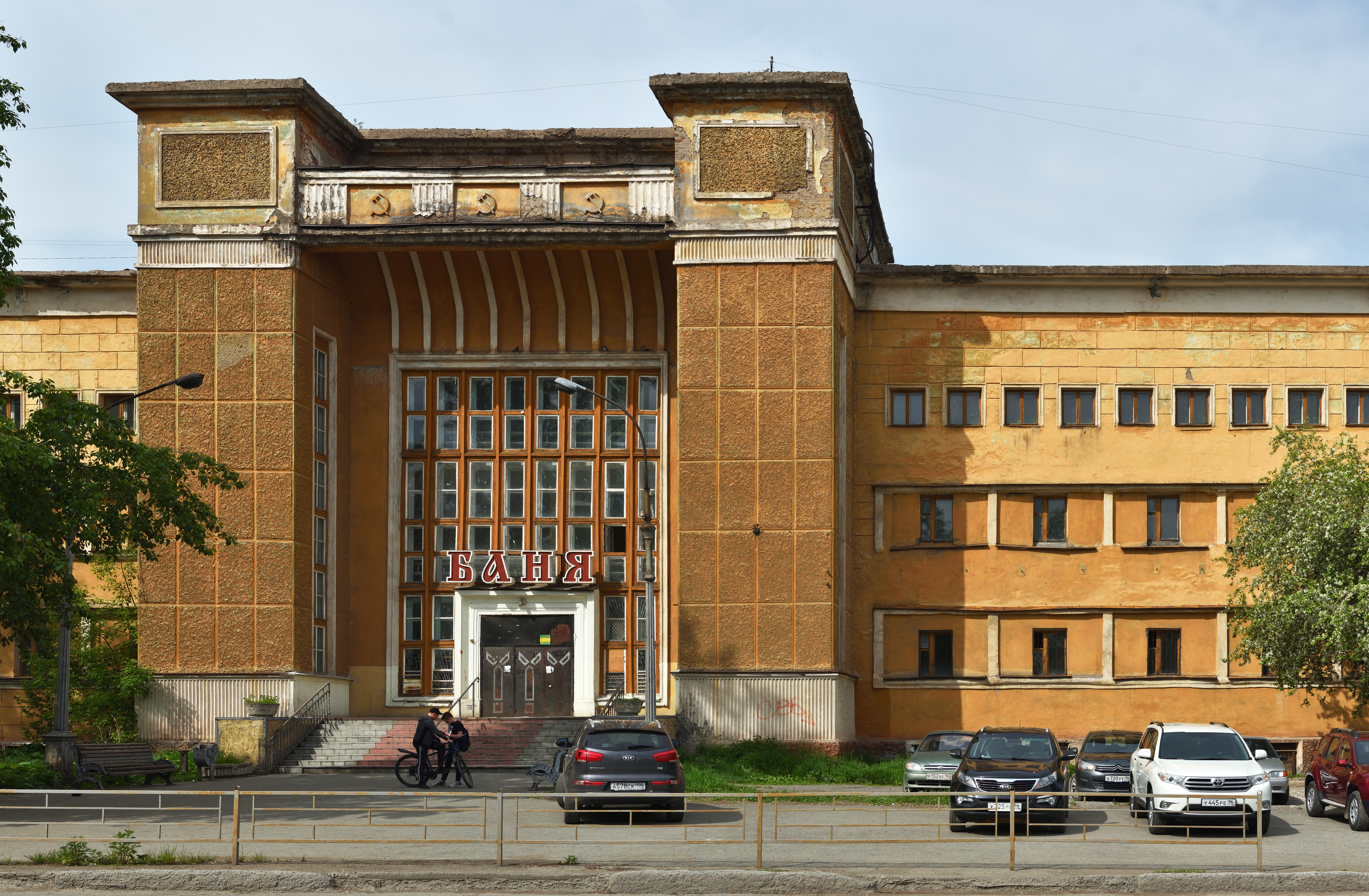
Städtische Badeanstalt, Nischni Tagil
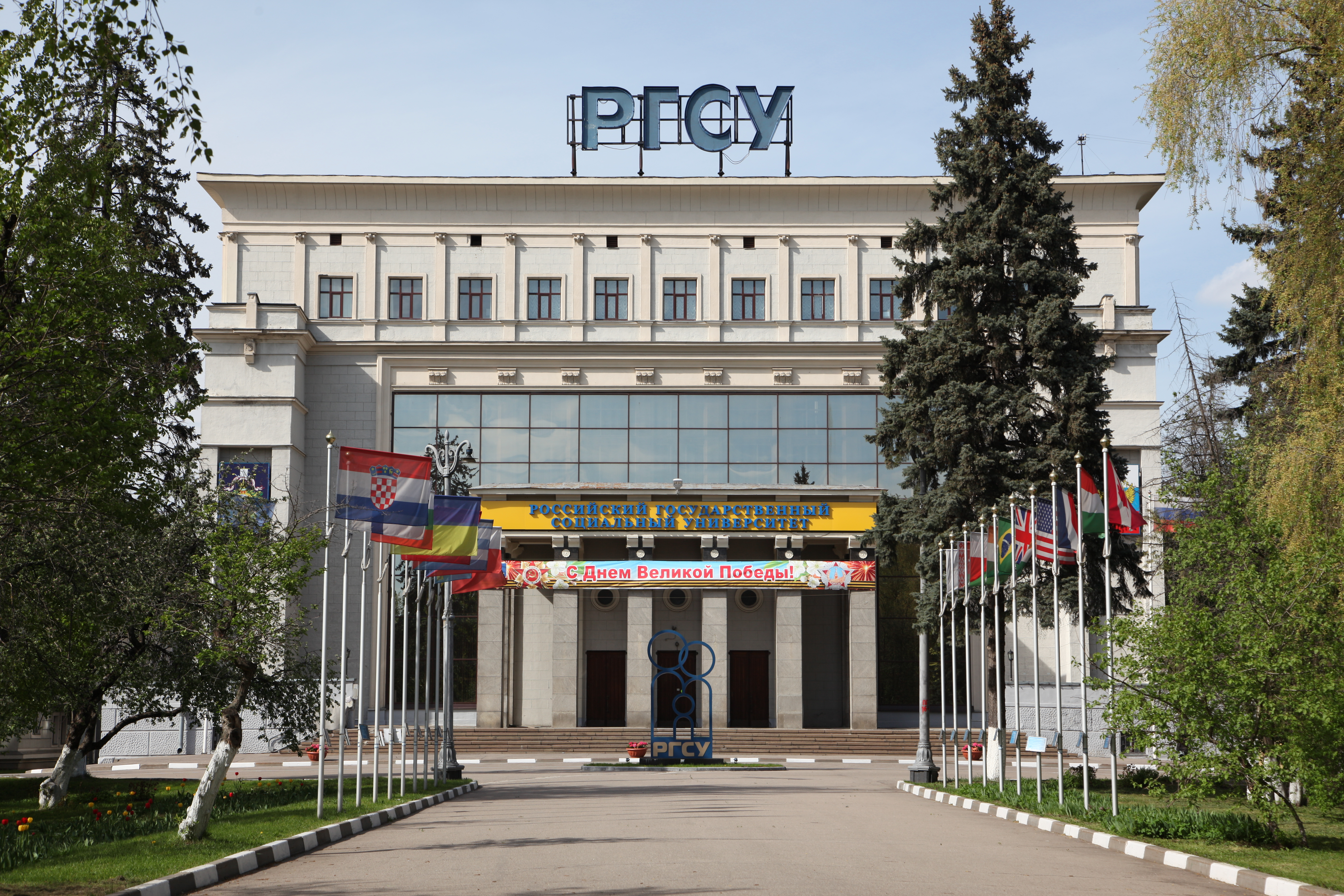
Ehemaliges Hauptquartier der Komintern, Moskau
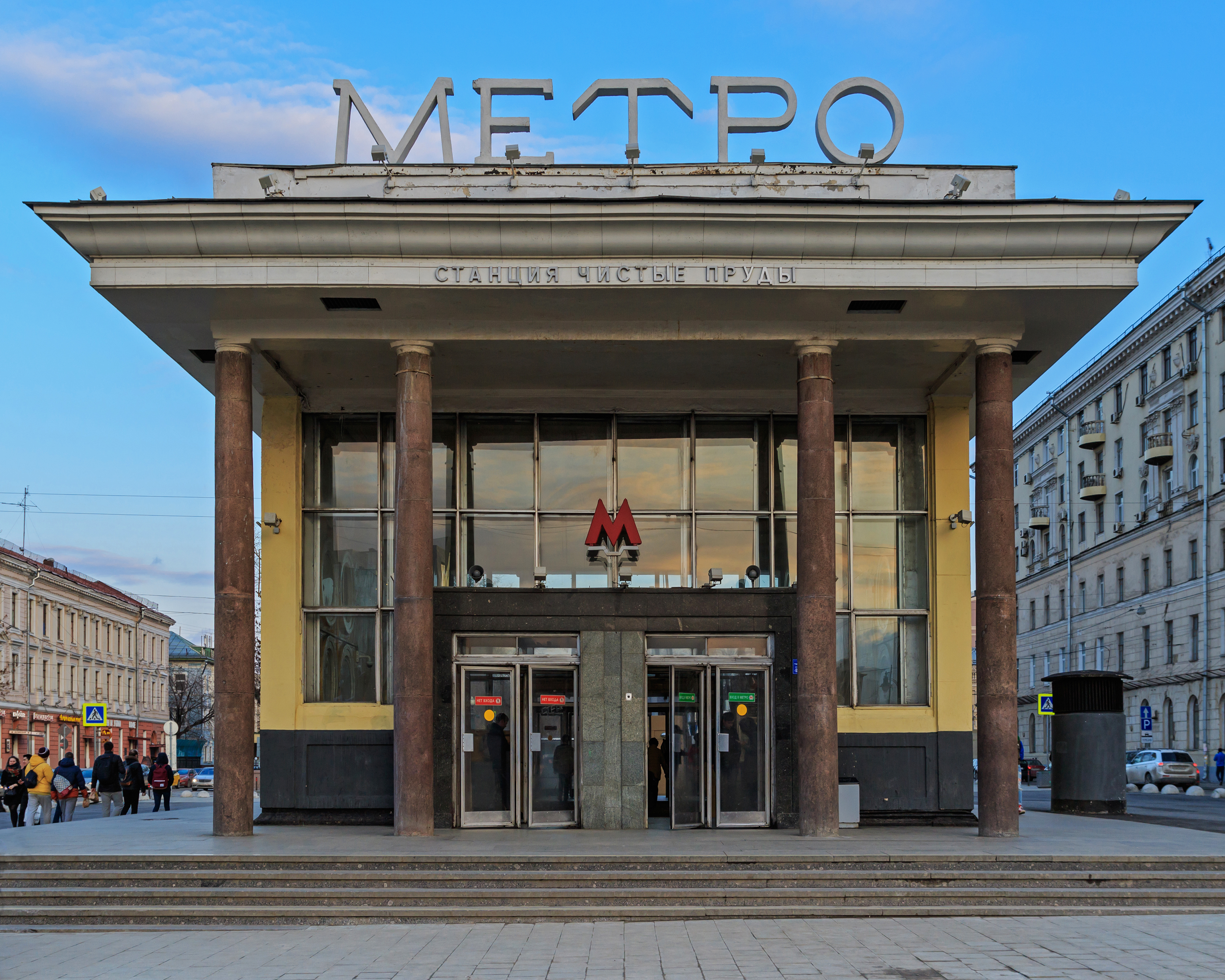
Bahnhof Tschistyje Prudy der Moskauer Metro
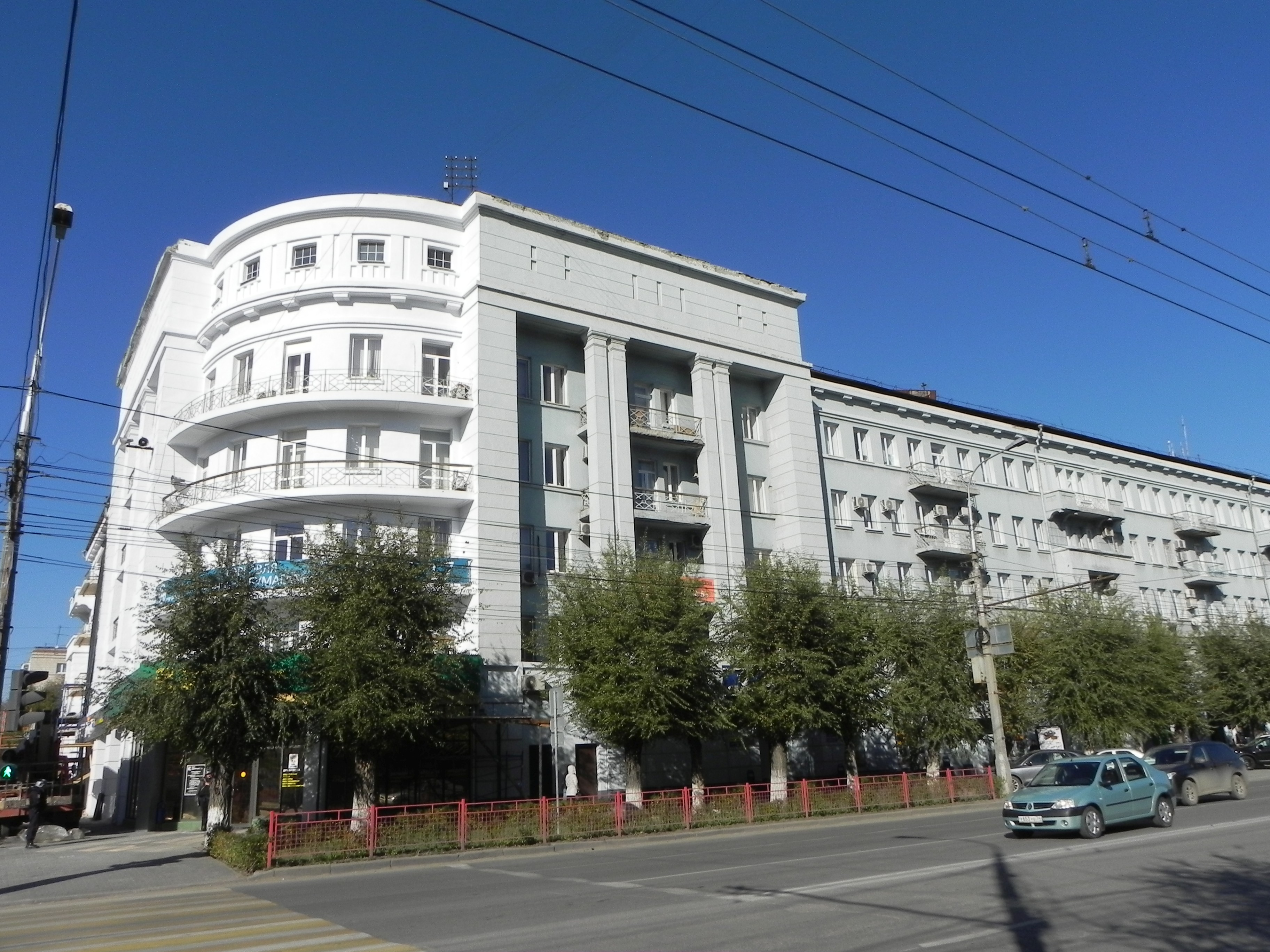
Haus der Hafenarbeiter, Wolgograd
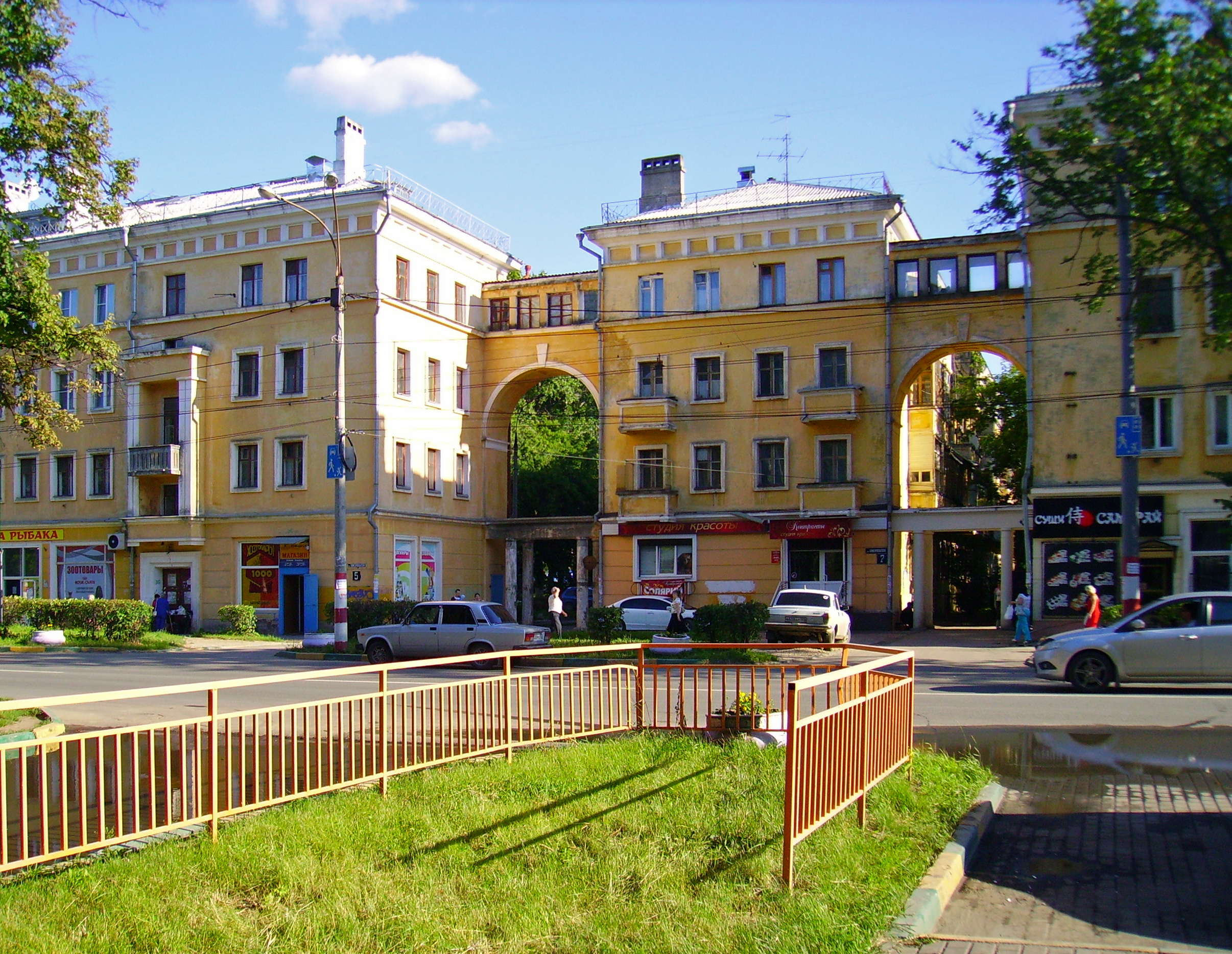
Wohnkomplex, Nischni Nowgorod